# Megacarpaea polyandra
Megacarpaea polyandra es una especie de planta fanerógama de la familia Brassicaceae.

## Descripción
Son plantas herbáceas perennifolias robustas, a menudo con raíces muy gruesas, erectas, ramificadas, envés velloso con pelos simples. Hojas basales grandes, pinnatisectas, con lóbulos oblongo-lanceolados; lóbulos enteros; hojas superiores similares pero más pequeña. Las inflorescencias en racimos muy ramificados, paniculados, grandes. Flores grandes de color blanco, amarillento o lila. El fruto es una silicua a menudo grande, aplanada, bilobulada,  indehiscente pero rompiendo longitudinalmente en dos mitades; semilla 1 en cada lóculo, grande, casi orbicular, marrón o negruzca.

## Uso en gastronomía
La planta se consume como verdura. Los brotes y hojas jóvenes se consumen cocidas. La raíz se utiliza como condimento.